# لورا درايفس
لورا درايفس (بالإنجليزية: Laura Dreyfuss)‏ هي مغنية وممثلة أمريكية، ولدت في 22 أغسطس 1988 في نيوجيرسي في الولايات المتحدة.

## وصلات خارجية
- لورا درايفس على موقع IMDb (الإنجليزية)
- لورا درايفس على موقع روتن توميتوز (الإنجليزية)
- لورا درايفس على موقع ميوزك برينز (الإنجليزية)
- لورا درايفس على موقع قاعدة بيانات برودواي على الإنترنت (الإنجليزية)
- لورا درايفس على موقع ديسكوغز (الإنجليزية)
- لورا درايفس على موقع كينوبويسك (الروسية)